# Justicia sabulicola
Justicia sabulicola är en akantusväxtart som beskrevs av Raymond Benoist. Justicia sabulicola ingår i släktet Justicia och familjen akantusväxter. Inga underarter finns listade i Catalogue of Life.